# Griffithsochloa multifida
Griffithsochloa multifida är en gräsart som först beskrevs av David Griffiths, och fick sitt nu gällande namn av G.J.Pierce. Griffithsochloa multifida ingår i släktet Griffithsochloa och familjen gräs. Inga underarter finns listade i Catalogue of Life.